# Zabelia parvifolia
Zabelia parvifolia är en kaprifolväxtart som först beskrevs av Benjamin Clarke, och fick sitt nu gällande namn av Golubkova. Zabelia parvifolia ingår i släktet Zabelia och familjen kaprifolväxter. Inga underarter finns listade i Catalogue of Life.